# Olympische Sommerspiele 1972/Teilnehmer (Liechtenstein)
| Gelbes Symbol für Goldmedaillen mit stilisierten Olympischen Ringen | Graues Symbol für Silbermedaillen mit stilisierten Olympischen Ringen | Braundes Symbol für Bronzemedaillen mit stilisierten Olympischen Ringen |
| ------------------------------------------------------------------- | --------------------------------------------------------------------- | ----------------------------------------------------------------------- |
| —                                                                   | —                                                                     | —                                                                       |

Liechtenstein nahm an den Olympischen Sommerspielen 1972 in München mit einer Delegation von sechs Athleten und sechs Offiziellen teil.

## Teilnehmer nach Sportarten

### Judo
- Armin Büchel
Weltergewicht, Männer: ausgeschieden in der 1. Runde des Pools A
- Hans-Jakob Schädler
Halbschwergewicht, Männer: ausgeschieden in der 1. Runde des Pools A

### Radsport
- Paul Kind
Strassenrennen, Männer

### Schiessen
- Louis Frommelt
Kleinkaliber liegend, Männer: 87. Platz – 580 Ringe
- Raimond Sele
Kleinkaliber liegend, Männer: 81. Platz – 583 Ringe

### Turnen
- Bruno Banzer
Einzelmehrkampf, Männer: ausgeschieden nach der Qualifikation